# Leupoldsgrün
Leupoldsgrün ist eine Gemeinde im oberfränkischen Landkreis Hof.

## Geografie

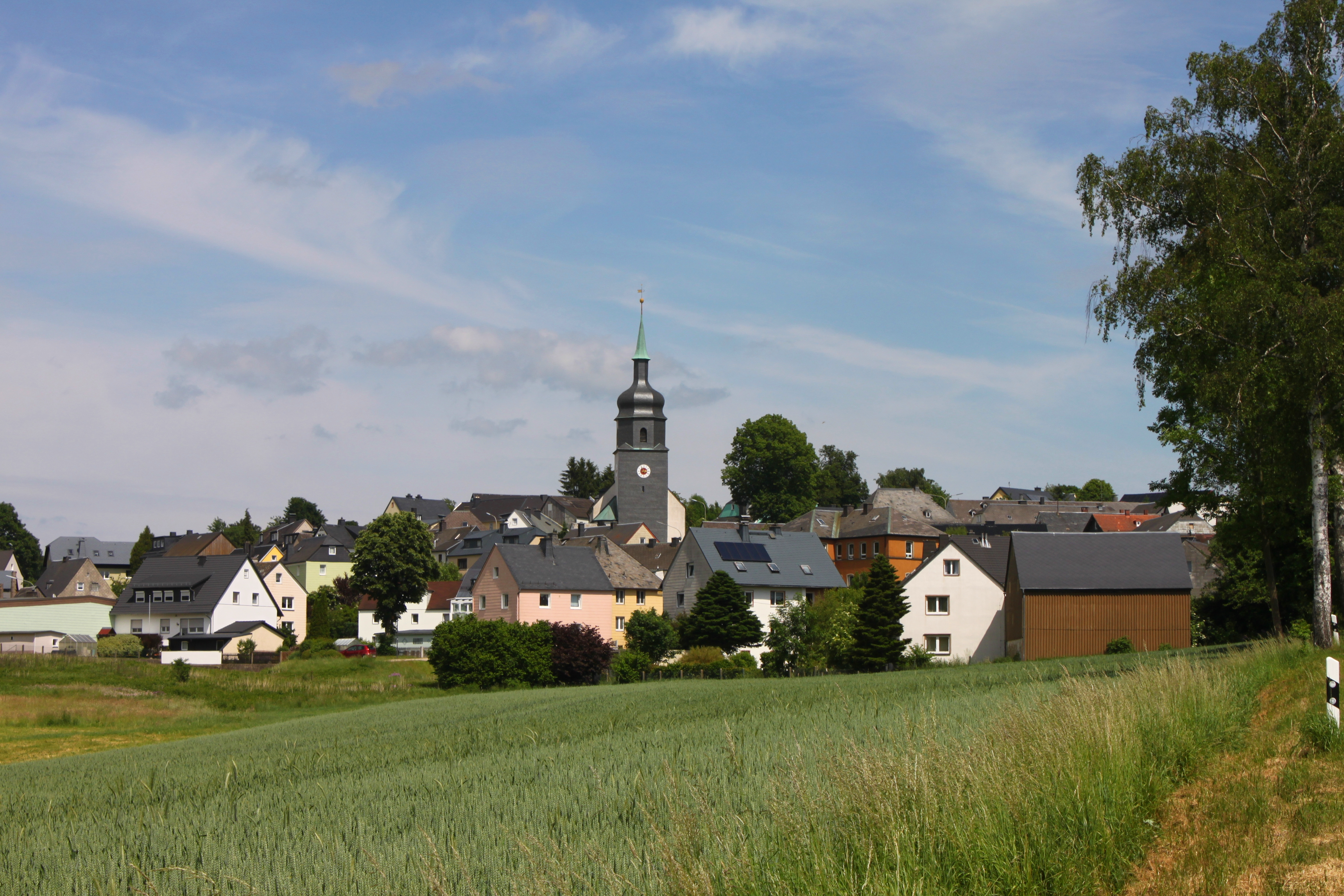
Leupoldsgrün von Westen (2015)

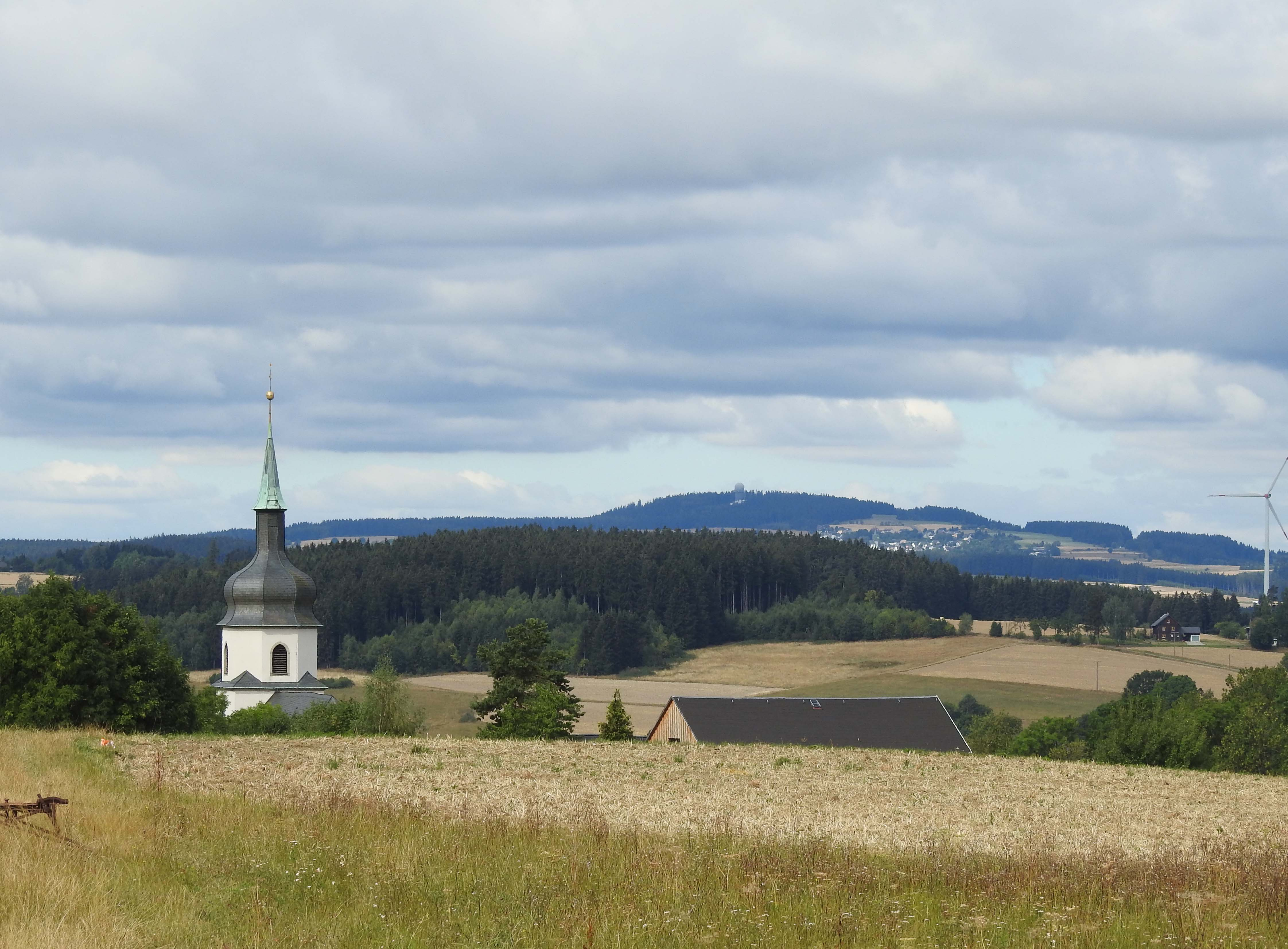
Leupoldsgrün von Osten mit dem Döbraberg

### Geografische Lage
Die Gemeinde liegt etwa neun Kilometer westlich der Kreisstadt Hof an der Autobahn A 9 (Anschlussstelle 34 Hof/West). Leupoldsgrün liegt im Naturpark Frankenwald.

### Nachbargemeinden
Angrenzende Gemeinden sind:
| Selbitz      | Köditz                                      | Hof          |
| Schauenstein | Kompassrose, die auf Nachbargemeinden zeigt |              |
|              | Helmbrechts                                 | Konradsreuth |

### Gemeindegliederung
Die Gemeinde Leupoldsgrün hat sechs Gemeindeteile (in Klammern ist der Siedlungstyp angegeben):
- Hartungs (Dorf)
- Hohenbuch (Weiler)
- Leupoldsgrün (Pfarrdorf)
- Lipperts (Dorf)
- Neumühl (Dorf)
- Röhrsteig (Dorf)

Außerdem gibt es die Wohnplätze Kalkofen, Stegenwaldhaus und Villa Görisch.
Es gibt auf dem Gemeindegebiet die Gemarkungen Leupoldsgrün und Lipperts. Die Gemarkung Leupoldsgrün hat eine Fläche von 5,125 km² und ist in 1051 Flurstücke aufgeteilt, die eine durchschnittliche Fläche von 4876,49 m² haben. In ihr liegen sämtliche Gemeindeteile mit Ausnahme von Lipperts.

## Geschichte

### Bis zur Gemeindegründung
Die erste urkundliche Erwähnung von Leupoldsgrün datiert aus dem Jahre 1335. Die Familie von Lüchau ist nachweisbar in der Zeit von 1398 bis 1668. Anschließend ging der Besitz an die Familie Baum von Baumsdorf über, die aber bereits 1725 ausstarb. Das ehemalige Amt des Fürstentums Bayreuth fiel im Frieden von Tilsit 1807 an Frankreich und kam 1810 zu Bayern. Im Zuge der Verwaltungsreformen in Bayern entstand mit dem Gemeindeedikt von 1818 die heutige Gemeinde.

### Eingemeindungen
Im Zuge der Gebietsreform in Bayern wurde am 1. Juli 1972 wurde die Gemeinde Lipperts eingegliedert.

### Ausgliederungen
Am 1. Juli 1976 wurde Stegenwaldhaus größtenteils an die Stadt Selbitz abgetreten.

### Einwohnerentwicklung
Im Zeitraum 1988 bis 2018 sank die Einwohnerzahl von 1364 auf 1194 um 170 bzw. um 12,5 %.
| Jahr | Bevölkerung |
| ---- | ----------- |
| 1980 | 1363        |
| 1985 | 1359        |
| 1990 | 1371        |
| 1995 | 1430        |
| 2000 | 1418        |
| 2005 | 1373        |
| 2010 | 1288        |
| 2015 | 1189        |

## Politik

### Bürgermeisterin
Seit 2014 ist Annika Popp (CSU) Erste Bürgermeisterin. Bei der Kommunalwahl vom 15. März 2020 wurde sie mit 97,30 % der Stimmen wiedergewählt. Ihr Vorgänger war Werner Pfeifer (SPD).

### Gemeinderat
- CSU: 5
- BFL: 4
- FWG: 2
- SPD: 1

Die Kommunalwahlen seit 2002 führten zu den folgenden Sitzverteilungen im Gemeinderat:
| Parteien und Wählergruppen     | 2002 | 2008 | 2014 | 2020 |
| ------------------------------ | ---- | ---- | ---- | ---- |
| CSU                            | 2    | 4    | 4    | 5    |
| SPD                            | 4    | 3    | 2    | 1    |
| Bürgerforum Leupoldsgrün (BFL) | 3    | 3    | 4    | 4    |
| Freie Wähler Gruppe (FWG)      | 3    | 2    | 2    | 2    |
| Summe                          | 12   | 12   | 12   | 12   |

## Wappen
| Wappen Gde. Leupoldsgrün | Blasonierung: „In Grün ein aus dem linken Schildrand hervorbrechender, abgewinkelter, geharnischter silberner Arm, der einen senkrechten schwarzen Kommandostab mit goldenen Enden hält; in der linken Oberecke ein silberner Schild mit blauem Pfahl.“ |
| Wappen Gde. Leupoldsgrün | Wappenbegründung: Der silberne Schild mit blauem Pfahl ist das Wappen der Herren von Lüchau, die seit 1354 im Besitz des Ortes Lipperts waren und die Orte Leupoldsgrün und Hartungs gegründet haben. Als die Familie 1669 ausstarb, kam der Besitz an die Familie der Baum zu Baumsdorf. Die Familie starb 1725 aus, ihr Grab liegt in der Kirche von Leupoldsgrün. Sie führten in ihrem Familienwappen einen Geharnischten. Der geharnischte Arm im Gemeindewappen erinnert in geminderter Form an dieses Adelsgeschlecht. Die Farbe Grün steht redend für den Ortsnamen. Dieses Wappen wird seit 1979 geführt. |

## Bau- und Bodendenkmäler
- Pfarrkirche Leupoldsgrün

## Persönlichkeiten
- Rosina Dorothea Schilling-Ruckteschel (1670–1744), Schriftstellerin
- Fritz Giegold (1903–1978), Schachkomponist